# Nemoleon poecilopterus
Nemoleon poecilopterus là một loài côn trùng trong họ Myrmeleontidae thuộc bộ Neuroptera. Loài này được Stein miêu tả năm 1863.